# Caroline Ringskog Ferrada-Noli
Consuelo Caroline Ringskog Ferrada-Noli, född 8 juli 1980 i Kista församling i Stockholm, är en svensk författare, skribent och tv-producent.
Ferrada-Noli debuterade 2009 med romanen Naturen som nominerades till Borås tidnings debutantpris 2010. Hon gör, tillsammans med Liv Strömquist, podden En varg söker sin pod sedan 2012. År 2015 utkom deras bok Kära Liv och Caroline, som är baserad på lyssnares frågor. 2016 kom TV-serien Juicebaren som hon skrev och regisserade. 2018 utkom hennes andra roman Rich Boy. 2020 debuterade hon på tablå-TV med dramaserien Amningsrummet, där hon stod för regi och manus.
Ringskog Ferrada-Noli är dotter till Marcello Ferrada de Noli och Susanne Ringskog. Hon är syster till Nicholas Ringskog Ferrada-Noli.

## Filmografi
- 2016 – Juicebaren
- 2020 – Amningsrummet